# Marina Rebeka
Marina Rebeka (* 10. September 1980 in Riga) ist eine lettische Opern-, Lied- und Konzertsängerin (Sopran).

## Leben
Marina Rebeka begann ihre musikalische Ausbildung 1998 an der Jāzepa Mediņa mūzikas skola in Riga, einer nach Jāzeps Mediņš benannten Musikschule für hochbegabte Jugendliche, aus der u. a. Baiba Skride, Maija Kovaļevska und Andris Nelsons hervorgingen.
Seit 2002 studierte sie Gesang am Conservatorio Arrigo Boito in Parma, an der Accademia Internazionale delle Arti in Rom und am Conservatorio Santa Cecilia in Rom, wo sie ihr Studium 2007 mit der Bestnote abschloss. Sie nahm an Meisterklassen teil, u. a. an der Internationalen Sommerakademie Mozarteum Salzburg (bei Grace Bumbry) und an der Accademia Rossiniana in Pesaro bei Alberto Zedda. Seit der Spielzeit 2007/2008 sang Marina Rebeka am Theater Erfurt, an der Volksoper Wien, an der Nationaloper von Finnland und an der Komischen Oper Berlin. Es folgten Engagements an den Opernhäusern in Zürich, Hamburg und Chicago.
2007 gewann Marina Rebeka den Internationalen Gesangswettbewerb Neue Stimmen. Der internationale Durchbruch gelang ihr mit ihrem Debüt bei den Salzburger Festspielen 2009 als Anaï in einer Neuinszenierung von Rossinis Moïse et Pharaon.
Seitdem gastiert sie weltweit an den bekanntesten Opern- und Konzertbühnen wie der Bayerischen Staatsoper, der Deutschen Oper Berlin, der Wiener Staatsoper, dem Opernhaus Zürich, dem Royal Opera House Covent Garden in London, der Nederlandse Opera in Amsterdam, dem Teatro alla Scala in Mailand, am Palau de les Arts Reina Sofía in Valencia, der Lyric Opera of Chicago, der Carnegie Hall und der Metropolitan Opera in New York sowie bei renommierten Festivals wie den Salzburger Festspielen, dem  Maggio Musicale Fiorentino in Florenz, dem Rossini-Festival in Pesaro und den Opernfestspielen in Baden-Baden und Verona. Bei den Salzburger Festspielen 2016 sang sie die Titelpartie der Oper Thaïs von Jules Massenet: „Die Souveränität, mit der sie die Töne in allen Lagen an- und abschwellen zu lassen vermag, wird tatsächlich zur erotischen Macht.“
Als Konzertsolistin sang Marina Rebeka u. a. das War Requiem von Benjamin Britten, Rossinis Petite Messe solennelle in der Accademia Nazionale di Santa Cecilia in Rom sowie Ein deutsches Requiem von Johannes Brahms, zusammen mit dem Lettischen Nationalen Symphonieorchester (Latvijas Nacionālais simfoniskais orķestris).
Mit dem ukrainischen Tenor Dmytro Popow hat sie eine 2011 geborene Tochter.

## Repertoire (Auswahl)
- Violetta Valéry in Verdis La traviata
- Norma in Bellinis Norma
- Thaïs in Massenets Thaïs
- Maria Stuarda in Donizettis Maria Stuarda
- Mimi in Puccinis La Bohème
- Liu in Puccinis Turandot
- Tatiana in Tschaikowskis  Eugen Onegin
- Marguerite in Gounods Faust
- Julia in Gounods Roméo et Juliette
- Leila in Bizets Les pêcheurs de perles
- Manon in Massenets Manon
- Micaela in Bizets Carmen
- Elettra in Mozarts Idomeneo
- Donna Anna und Donna Elvira in Mozarts Don Giovanni
- Fiordiligi in Mozarts Così fan tutte
- Vitellia in Mozarts La clemenza di Tito
- Mathilde in Rossinis Guillaume Tell
- Anna Erisso in Rossinis Maometto II
- Anai in Rossinis Moïse et Pharaon
- Antonia in Offenbachs Hoffmanns Erzählungen
- Agelia in Händels Teseo
- Ginevra in Händels Ariodante
- Imogene in Bellinis Il pirata

## Diskografie (Auswahl)
- 2013: Wolfgang Amadeus Mozart: Opera arias. Dirigentin Speranza Scappucci, Royal Liverpool Philharmonic Orchestra (Warner Music)
- 2017: Gioachino Rossini: Amor fatale. Marina Rebeka, Münchner Rundfunkorchester unter der Leitung von Marco Armiliato (BR-Klassik 900321)
- 2018: Giuseppe Verdi: Luisa Miller. Marina Rebeka, Chor des Bayerischen Rundfunks und das Münchner Rundfunkorchester unter der Leitung von Ivan Repušić (BR-Klassik 900323)
- 2020: Elle – Französische Opernarien. Dirigent Michael Balke, Sinfonieorchester St. Gallen
- 2021: Vincenzo Bellini: Il pirata. Orchestra e Choro del Teatro Massimo Bellini di Catania unter der Leitung von Fabrizio Maria Carminati (Prima Classic)[8]